# John Fawcett
John Fawcett (født 6. januar 1740, død 25. juli 1817) var en britisk teolog og salmedigter.
I 1765 blev Fawcett pastor for en lille baptistmenighed i Wainsgate i Yorkshire i England. Han tjenestegjorde der i første omgang i syv år, til trods for en beskeden løn og en voksende familie. I 1772 blev han kaldt til Carter's Lane Baptist Church i London med løfte om en højere gage, men på grund af protester fra menigheden, som ikke ønskede at han skulle rejse fra dem, forblev han i Wainsgate.